# Nürnberger Versicherungscup 2015
Nürnberger Versicherungscup 2015 byl tenisový turnaj pořádaný jako součást ženského okruhu WTA Tour, který se hrál na otevřených antukových dvorcích v místním tenisovém klubu. Konal se mezi 17. až 23. květnem 2015 v německém Norimberku jako 3. ročník turnaje.
Turnaj s rozpočtem 250 000 dolarů patřil do kategorie WTA International Tournaments. Nejvýše nasazenou hráčkou ve dvouhře se stala devátá hráčka žebříčku Andrea Petkovicová z Německa, která v úvodním kole za stavu 0–5 na gamy proti kvalifikantce Putincevové zápas skrečovala. Druhý titul na okruhu WTA získala Italka Karin Knappová. Čtyřhru ovládla dvojice Čan Chao-čching a Anabel Medinaová Garriguesová.

## Distribuce bodů a finančních odměn

### Distribuce bodů
| Soutěž  | vítězky | finalistky | semifinalistky | čtvrtfinalistky | 16 v kole | 32 v kole | Q  | Q3 | Q2 | Q1 |
| ------- | ------- | ---------- | -------------- | --------------- | --------- | --------- | -- | -- | -- | -- |
| dvouhra | 280     | 180        | 110            | 60              | 30        | 1         | 18 | 14 | 10 | 1  |
| čtyřhra | 280     | 180        | 110            | 60              | 1         | —         | —  | —  | —  | —  |

### Finanční odměny
| Soutěž                                | vítězky | finalistky | semifinalistky | čtvrtfinalistky | 16 v kole | 32 v kole | Q2   | Q1   |
| ------------------------------------- | ------- | ---------- | -------------- | --------------- | --------- | --------- | ---- | ---- |
| dvouhra                               | €34 677 | €17 258    | €9 274         | €4 980          | €2 742    | €1 694    | €823 | €484 |
| čtyřhra                               | €9 919  | €5 161     | €2 770         | €1 468          | €774      | —         | —    | —    |
| částky ve čtyřhře jsou uváděny na pár |         |            |                |                 |           |           |      |      |

## Ženská dvouhra

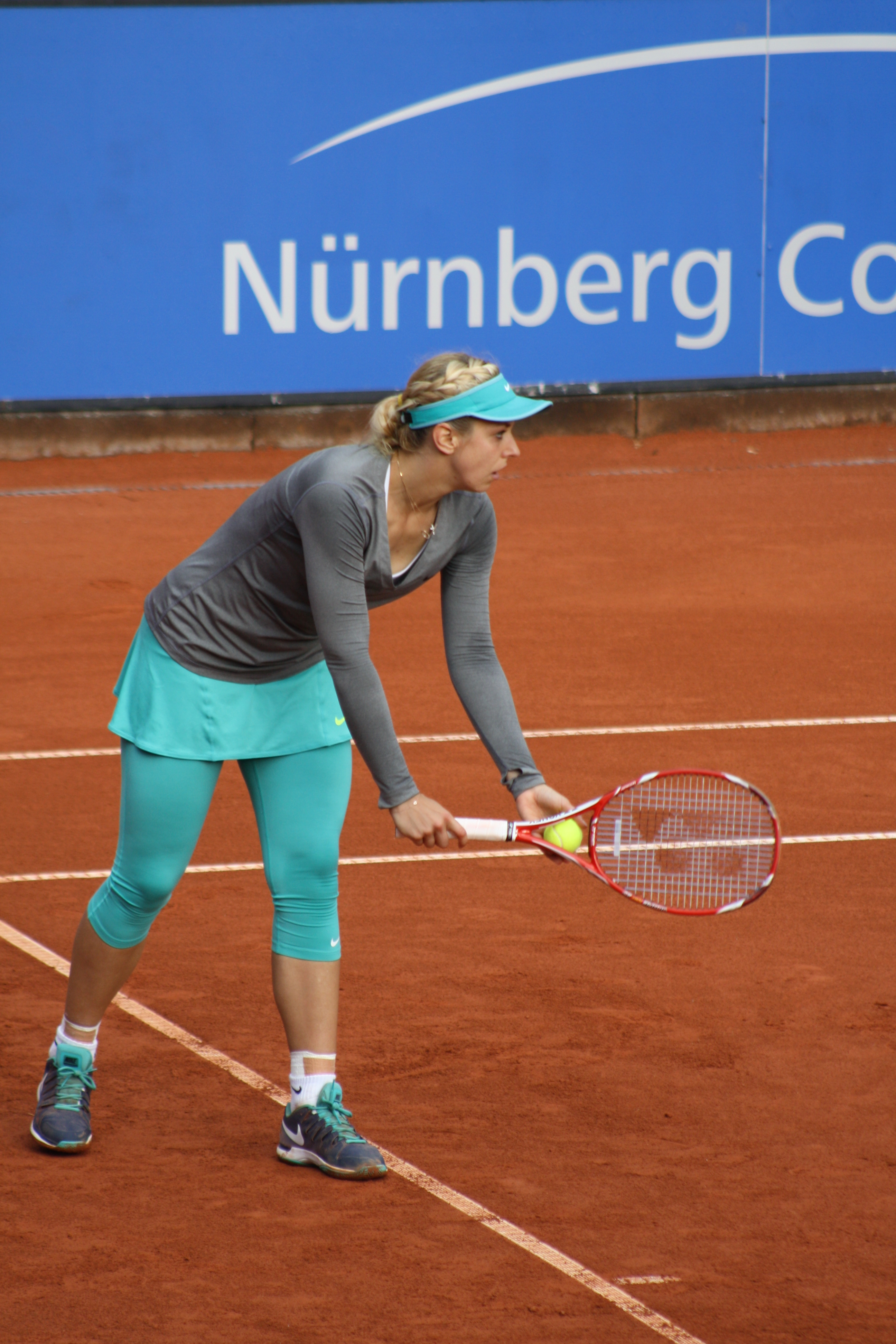
Sabine Lisická

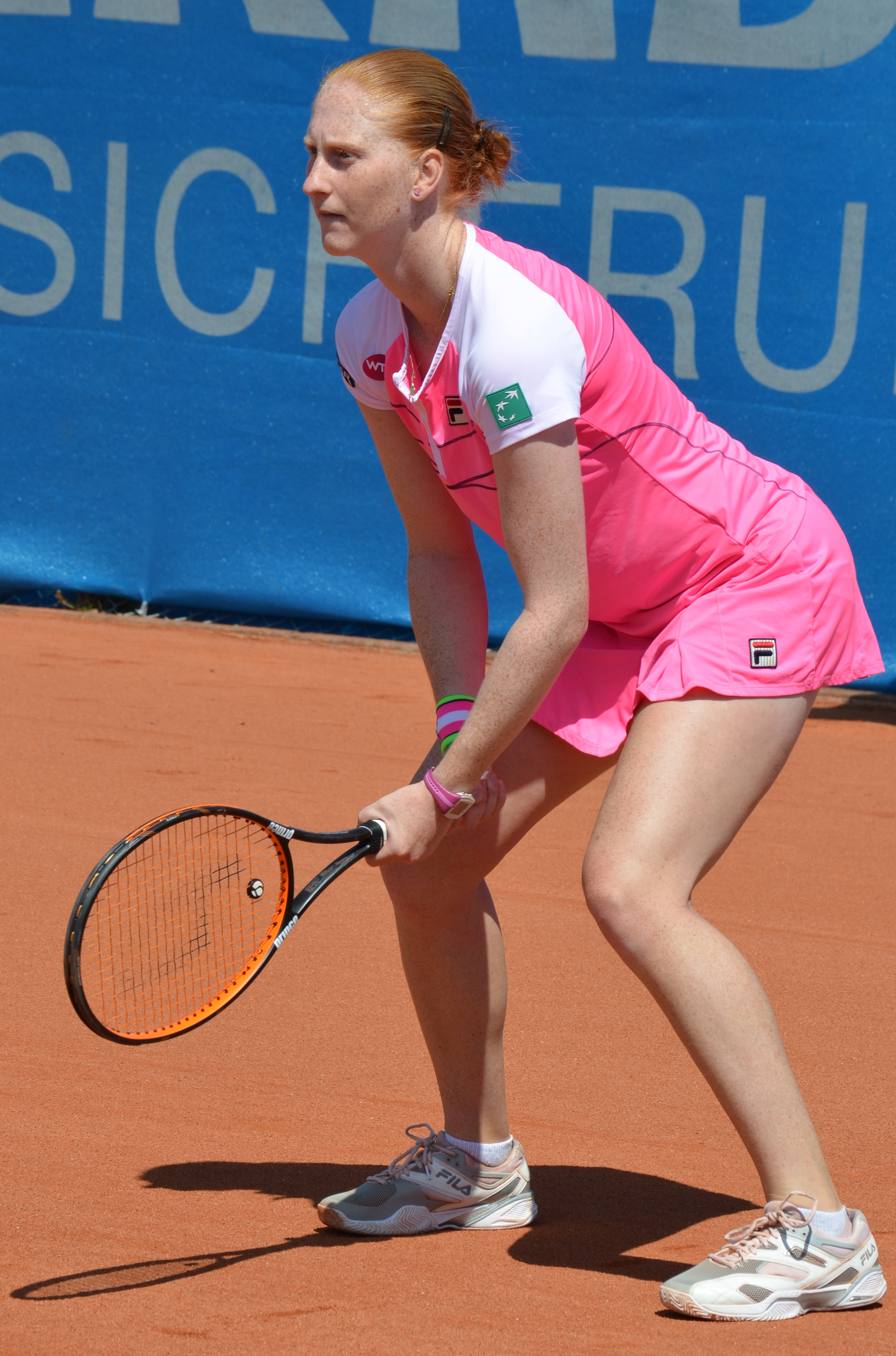
Alison Van Uytvancková

### Nasazení
| Stát                           | Hráčka                    | WTA | Nasazení |
| ------------------------------ | ------------------------- | --- | -------- |
| Německo                        | Andrea Petkovicová        | 9.  | 1.       |
| Německo                        | Angelique Kerberová       | 11. | 2.       |
| Německo                        | Sabine Lisická            | 22. | 3.       |
| Itálie                         | Roberta Vinciová          | 44. | 4.       |
| Slovensko                      | Anna Karolína Schmiedlová | 46. | 5.       |
| Itálie                         | Karin Knappová            | 51. | 6.       |
| Japonsko                       | Kurumi Naraová            | 54. | 7.       |
| Německo                        | Carina Witthöftová        | 56. | 8.       |
| Žebříček WTA k 11. květnu 2015 |                           |     |          |

### Jiné formy účasti
Následující hráčky obdržely divokou kartu do hlavní soutěže:
- Anna-Lena Friedsamová
- Antonia Lottnerová
- Tatjana Mariová

Následující hráčky postoupily z kvalifikace:
- Misaki Doiová
- Andreea Mituová
- Rebecca Petersonová
- Julia Putincevová
- Alison Van Uytvancková
- Renata Voráčová

### Odhlášení
před zahájením turnaje
- Alexandra Dulgheruová → nahradila ji Jevgenija Rodinová
- Darja Gavrilovová → nahradila ji Yanina Wickmayerová
- Marina Erakovicová → nahradila ji Kiki Bertensová
- Kirsten Flipkensová → nahradila ji Tímea Babosová

v průběhu turnaje
- Angelique Kerberová

### Skrečování
- Andrea Petkovicová

## Ženská čtyřhra

### Nasazení
| Stát                                                                       | Hráčka                 | Stát      | Hráčka                  | WTA  | Nasazení |
| -------------------------------------------------------------------------- | ---------------------- | --------- | ----------------------- | ---- | -------- |
| Itálie                                                                     | Karin Knappová         | Itálie    | Roberta Vinciová        | 63.  | 1.       |
| Čínská Tchaj-pej                                                           | Čan Chao-čching        | Španělsko | Anabel Medina Garrigues | 75.  | 2.       |
| Německo                                                                    | Anna-Lena Grönefeldová | Polsko    | Alicja Rosolská         | 81.  | 3.       |
| Španělsko                                                                  | Lara Arruabarrenová    | Rumunsko  | Ioana Raluca Olaruová   | 108. | 4.       |
| Žebříček WTA k 11. květnu 2015; číslo je součtem umístění obou členek páru |                        |           |                         |      |          |

### Jiné formy účasti
Následující páry obdržely divokou kartu do hlavní soutěže:
- Anna-Lena Friedsamová /  Carina Witthöftová
- Katharina Gerlachová /  Lena Rüfferová

## Přehled finále

### Ženská dvouhra
- Karin Knappová vs.  Roberta Vinciová, 7–6(7–5), 4–6, 6–1

### Ženská čtyřhra
- Čan Chao-čching /  Anabel Medinaová Garriguesová vs.  Lara Arruabarrenová /  Ioana Raluca Olaruová, 6–4, 7–6(7–5)